# ستيوارت مكيمي
ستيوارت مكيمي (بالإنجليزية: Stewart McKimmie)‏ مواليد 27 أكتوبر 1962 في أبردين، هو لاعب كرة قدم اسكتلندي دولي سابق كان يلعب في مركز الدفاع. سبق له أن لعب في كأس العالم لكرة القدم مع منتخب بلاده. لعب خلال مسيرته 554 مباراة سجل خلالها 9 أهداف.

## المسيرة الاحترافية

### أندية لعب لها
- نادي دندي
- نادي أبردين
- دندي يونايتد

## روابط خارجية
- ستيوارت مكيمي على موقع الاتحاد الدولي (مؤرشف)  (الإنجليزية)
- ستيوارت مكيمي على موقع الاتحاد الإسكتلندي (الإنجليزية)
- ستيوارت مكيمي على موقع قاعدة بيانات كرة القدم.إي يو (الإنجليزية)
- ستيوارت مكيمي على موقع ناشيونال فوتبول تيمز (الإنجليزية)
- ستيوارت مكيمي على موقع Soccerbase.com (لاعب) (الإنجليزية)